# Enrique López Pérez
Enrique López Pérez (* 3. Juni 1991 in Madrid) ist ein ehemaliger spanischer Tennisspieler.

## Karriere
López Pérez spielte hauptsächlich auf der ATP Challenger Tour und der ITF Future Tour. Er gewann 25 Einzel- und 27 Doppelsiege auf der Future Tour. Auf der Challenger Tour gewann er sein erstes Doppelturnier in San Marino im Jahr 2014. Drei weitere folgten 2016 und 2018. Im Einzel gewann er den einzigen Challenger-Titel 2019 in Zhuhai.
Zum 11. August 2014 durchbrach er erstmals die Top 200 der Weltrangliste im Doppel und seine höchste Platzierung war ein 135 Rang im April 2019. Im Einzel stand er mit Platz 154 im Juli 2018 am höchsten. Im November 2019 spielte er sein letztes Turnier.
Im Dezember 2020 wurde er von der Tennis Integrity Unit für acht Jahre gesperrt und mit einer Geldstrafe von 25.000 US-Dollar belegt. Die TIU hatte dreimal das Mitwirken von López Pérez im Jahr 2017 bei Spielmanipulationen festgestellt.

## Erfolge
| Legende (Anzahl der Siege)  |
| Grand Slam                  |
| ATP World Tour Finals       |
| ATP World Tour Masters 1000 |
| ATP World Tour 500          |
| ATP World Tour 250          |
| ATP Challenger Tour (5)     |

### Einzel

#### Turniersiege
| Nr. | Datum         | Turnier | Belag     | Finalgegner       | Ergebnis |
| --- | ------------- | ------- | --------- | ----------------- | -------- |
| 1.  | 10. März 2019 | Zhuhai  | Hartplatz | Jewgeni Karlowski | 6:1, 6:4 |

### Doppel

#### Turniersiege
| Nr. | Datum             | Turnier    | Belag     | Partner               | Finalgegner                       | Ergebnis |
| --- | ----------------- | ---------- | --------- | --------------------- | --------------------------------- | -------- |
| 1.  | 9. August 2014    | San Marino | Sand      | Radu Albot            | Franko Škugor Adrian Ungur        | 6:4, 6:1 |
| 2.  | 6. Mai 2016       | Qarshi     | Hartplatz | Jeevan Nedunchezhiyan | Aleksandre Metreweli Dmitri Popko | 6:1, 6:4 |
| 3.  | 2. Juni 2018      | Vicenza    | Sand      | Ariel Behar           | Facundo Bagnis Fabrício Neis      | 6:2, 6:4 |
| 4.  | 2. September 2018 | Mallorca   | Sand      | Ariel Behar           | Daniel Evans Gerard Granollers    | kampflos |